# Skocznik
Skocznik (Antidorcas) – rodzaj ssaków z podrodziny antylop (Antilopinae) w obrębie rodziny wołowatych (Bovidae).

## Rozmieszczenie geograficzne
Rodzaj obejmuje gatunki występujące w południowej i południowo-zachodniej Afryce.

## Morfologia
Długość ciała samic 112,2–158 cm, samców 114,1–162,3 cm, wysokość w kłębie 72–87 cm; masa ciała samic 26,5–43,5 kg, samców 31,2–47,6 kg.

## Systematyka
Rodzaj zdefiniował w 1845 roku szwedzki zoolog Carl Jakob Sundevall w artykule zatytułowanym Metodyczny przegląd zwierząt przeżuwających, Linnaeus Pecora opublikowanym na łamach „Kungliga Svenska Vetenskapsakademiens Handlingar”. Gatunkiem typowym jest (oznaczenie monotypowe) skocznik antylopi (A. marsupialis).

### Etymologia
- Antidorcas: gr. αντι anti ‘przeciwny do, przeciwko’; δορκας dorkas ‘antylopa’[8].
- Phenacotragus: gr. φεναξ phenax, φενακος phenakos ‘oszust’[9]; τραγος tragos ‘kozioł’[10]. Gatunek typowy (oryginalne oznaczenie): †Adenota recki E. Schwarz, 1932.

### Podział systematyczny
Do rodzaju w zależności od ujęcia systematycznego należą jeden lub trzy gatunki (wyodrębnione z A. marsupialis – A. hofmeyri i A. angolensis); tutaj klasyfikacja z jednym występującym współcześnie gatunkiem za Mammals Diversity Database i All the Mammals of the World (2023): 
- Antidorcas marsupialis (A.E.W. von Zimmermann, 1780) – skocznik antylopi

Opisano również gatunki wymarłe w czasach prehistorycznych:
- Antidorcas australis Q.B. Hendey & H. Hendey, 1968[12] (plejstocen–holocen)
- Antidorcas bondi (Cooke & Wells, 1951)[13] (plejstocen)
- Antidorcas recki (E. Schwarz, 1932)[14] (plejstocen)